# Полтарєва Вікторія Петрівна
Вікторія Петрівна Полтарєва (нар.1919, Ромни — 1991, Київ) — українська радянська арфістка, професор, викладач Львівської консерваторії за класом арфи.

## Біографічні відомості
Народилася у 1919 році в містечку Ромни Полтавської губернії в дворянській сім'ї. Її батьки приділяли вихованню доньок, а їх було три, багато уваги. Навіть в умовах скрутного часу визвольних змагань, дівчатка мали змогу навчатися музиці, іноземним мовам, тощо.
Уникаючи переслідувань, родина переїжджає до Ленінграду, де Вікторія продовжує успішно займатися музикою, багато грає на фортепіано та акордеоні, і врешті решт вступає на фортепіанний факультет Ленінградської консерваторії ім. М. А. Римського–Корсакова. На одній з вистав Маріїнського театру, побачивши арфу та почувши її звуки, вона зацікавилася цим інструментом і від 1937 року починає брати уроки гри на арфі у відомого професора М. І. Амосова.
Арешт та розстріл батька (1937), який був досвідченим юристом та діячем Центральної ради, зумовив від'їзд із Ленінграду.
Від 1938 року Вікторія Полтарєва продовжує навчання у Московській консерваторії, вже у класі арфи професора К. О. Ерделі. У цей час сферою її захоплень стають також джаз, кінний та парашутний спорт. Її запрошують працювати акордеоністкою до Московського цирку, в червні 1941 року, під час літніх канікул вона їде до Єревану, виступає у джазовому оркестрі Рашида Бєйбутова, де була єдиною дівчиною. За кілька днів до початку війни Вікторія знову летить з Москви до Єревану, для виступу в концерті. Війна змушує її залишитися в цьому місті, де вона працює у єреванському оркестрі, їздить з виступами по армійських шпиталях, буває і на фронті з фронтовими музичними ансамблями. Відбувалися навіть гастролі в інші країни, що в ті часи було надзвичайною рідкістю.
У 1944 році після чисельних перипетій, вона повертається до Москви, де блискуче закінчує консерваторію і їде «По разверстке молодых кадров на периферию» — саме так було сформульовано у відповідному папері — до Львова.
У той час Вікторія Полтарєва була єдиною арфісткою у Галичині. Готувалася до Всесоюзного конкурсу арфістів, багато працювала, товаришувала з молодими композиторами М. Ф. Колессою, А. Кос-Анатольським, С. Людкевичем та ін.
Наприкінці 1945 року її заарештували. Приводом для арешту стали листи до закордонних друзів. Провівши за ґратами 9 місяців Вікторія дивом була виправдана та поновлена на роботі.
В. Полтарєва, на той час викладач Львівської консерваторії, зініціювала створення першого українського концерту для арфи з оркестром Анатолія Кос-Анатольського, закінченого влітку 1954 року. Коли Концерт вже був написаний композитором, активну участь у його завершенні взяла К. Ерделі.
У 1969 році, вона стала першою серед арфістів кандидатом мистецтвознавства: захистила дисертацію на тему «Проблеми розвитку гри на арфі в Радянському Союзі». У 1978 році отримала звання професора.
У 1986 р. переїхала до Києва, де продовжувала активну наукову та концертну діяльність. В її останній день життя в Київському будинку актора, відбувся підготований нею творчий вечір київських виконавців на арфі.

## Наукова діяльність
Наукова діяльність Вікторії Полтарєвої спрямована на дослідження історії гри на арфі, становлення арфи, як концертного інструмента, та проблеми арфового виконавства.
В. Полтарєва — автор чисельних наукових та популярних статей, двох монографій, одну з яких присвятила своєму педагогу («К. О. Ерделі», 1959), другу — улюбленому інструменту («Арфа», 1980).

## Арфова школа В. Полтарєвої
За свою багаторічну педагогічну діяльність виховала плеяду талановитих виконавців і педагогів, які плідно працюють в Україні та за кордоном. Сьогодні її справу продовжують талановиті учні і послідовники — серед них кандидат мистецтвознавства, доцент Львівської академії музики Ольга Олійник, доцент Київської академії музики Наталія Кметь, викладач Одеської консерваторії Ніна Радіоло, Марія Матанцева викладач Дніпропетровського музичного училища, солістка Дніпропетровського симфонічного оркестру та ін.
Арфову школу В. Полтарєвої, яка поєднала в собі найкращі риси європейської та радянської шкіл, була адаптована під специфіку національних українських традицій, та врешті стала самобутньою, стилістично обґрунтованою національною арфовою школою, яку сьогодні добре знають в США, Ізраїлі, Японії, Німеччині, Великій Британії та інших державах.
Основою школи В. Полтарєвої залишилися засади Московської арфової школи, вперше розроблені О. Сліпушкіним. Його методика звуковидобування стала тією відправною крапкою, з якої Вікторія Петрівна розпочала свої дослідження, що врешті стали базовими для створення національної української школи гри на арфі. За роки своєї роботи вона підтримувала щільні стосунки зі своєю вчителькою К. Ерделі, а також із В. Дуловою та іншими арфістами Росії.
Вікторія Полтарєва була багато років членом журі Всесоюзних конкурсів арфістів, організатором і членом журі Першого Республіканського конкурсу арфістів (1976), членом правління Всесоюзного творчого об'єднання арфістів. Організувала Перший Республіканський семінар-практикум (1974) з питань сучасної методики викладання гри на арфі, численні наукові конференції та форуми присвячені музичному мистецтву гри на арфі. Участь у міжнародних конкурсах та фестивалях її учнів сприяла піднесенню їхнього професійного рівня.
Плідна співпраця з композиторами та музикантами допомогла зарекомендувати арфу, не лише як оркестровий та акомпонуючий інструмент, але і як самостійний сольний концертний інструмент з великими виконавськими можливостями.